# Ochna angustata
Ochna angustata là một loài thực vật thuộc họ Ochnaceae. Đây là loài đặc hữu của Mozambique.